# Judo na Igrzyskach Ameryki Południowej 1994
Turniej judo na igrzyskach Ameryki Południowej odbył się w listopadzie 1994 roku w Valencii.

## Klasyfikacja medalowa
Gospodarz zawodów został zaznaczony kolorem.
| Miejsce | Państwo             |    |    |    | Razem |
| ------- | ------------------- | -- | -- | -- | ----- |
| 1       | Brazylia            | 9  | 2  | 3  | 14    |
| 2       | Argentyna           | 5  | 5  | 4  | 14    |
| 3       | Wenezuela           | 1  | 4  | 8  | 13    |
| 4       | Ekwador             | 1  | 1  | 3  | 5     |
| 5       | Chile               | 0  | 2  | 2  | 4     |
| .       | Kolumbia            | 0  | 2  | 2  | 4     |
| 7       | Peru                | 0  | 0  | 4  | 4     |
| 8       | Antyle Holenderskie | 0  | 0  | 1  | 1     |
| .       | Urugwaj             | 0  | 0  | 1  | 1     |
| Razem   | Razem               | 16 | 16 | 28 | 60    |

## Medaliści

### Mężczyźni
| Konkurencja: | Złoto:                  | Srebro:             | Brąz:                           |
| −56kg        | Rodolfo Yamayose        | José Moreno         | Aquilino Vargas Emilio Boller   |
| −60kg        | Willis García           | Jorge Lencina       | Carlos Bortoli William Checa    |
| −66kg        | Henrique Guimarães      | Francisco Morales   | José Castelli Germán Velasco    |
| −71kg        | Jorge Olivera           | Sebastián Alquati   | Javier Unda Carlos Reyes        |
| −78kg        | Gastón García           | Francisco Ayala     | Kilmar Campos Renzo Vidalrazaga |
| −86kg        | Carlos Honorato         | Pablo Elisii        | Sergio Murai Juan Díaz          |
| −95kg        | Jorge Aguirre           | Sidnei Silva        | Hely Romero                     |
| Ponad 95kg   | José Mario Tranquillini | Raimundo Monasteiro | Orlando Baccino                 |

### Kobiety
| Konkurencja: | Złoto:             | Srebro:           | Brąz:                                 |
| −45kg        | Patricia Melgarejo | Nancy Oliveros    | Juliana Kanashiro Liliana Ibarra      |
| −48kg        | Andréa Berti       | Ana Aguilera      | Gabriela Gale Carmen Chávez           |
| −52kg        | Carolina Mariani   | Leticia Guimaraes | Katiuska Santaella Johanna Lagarretto |
| −56kg        | Tânia Ferreira     | Alicia Herrera    | Mirella España Ninfa Álvarez          |
| −61kg        | Xiomara Griffith   | Rosa Tapia        | Loreana Conte Cristiane Parmigiano    |
| −66kg        | Vânia Ishii        | Verónica Filippi  | Anny Hernández Eliana Olarte          |
| −72kg        | Denise Oliveira    | Francis Gómez     | Sandra Montemagno María Cangá         |
| Ponad 72kg   | Silvana Filippi    | Sonia Freitas     | Ninoska Avendaño                      |

- Nazwisko zaznaczone pochyłym tekstem oznacza, że nie przyznano medalu, z powodu zbyt małej liczby zgłoszonych zawodników w danej konkurencji.